# 日本基督教団の教会・伝道所一覧
日本基督教団の教会・伝道所一覧（にほんキリストきょうだんのきょうかい・でんどうしょいちらん）は、日本基督教団の17教区の教会・伝道所の一覧。
なお本項では、ウィキペディア日本語版に記事が立項されている教会・伝道所のみ列挙する。
日本基督教団の教会・伝道所の一覧については、教団公式ウェブサイト「教会・伝道所一覧」、教区事務所の一覧については「教区事務所所在地」を参照のこと。

## 北海教区
北海道。北海教区事務所が管轄。
- 日本基督教団札幌教会
- 日本基督教団函館教会

## 奥羽教区
青森県・岩手県・秋田県。奥羽教区事務所が管轄。
- 日本基督教団青森教会
- 日本基督教団弘前教会（日本基督教団弘前教会教会堂）
- 日本基督教団内丸教会
- 日本基督教団花巻教会
- 日本基督教団一関教会
- 日本基督教団秋田高陽教会
- 日本基督教団秋田楢山教会

## 東北教区
- 宮城県・福島県・山形県。東北教区事務所が管轄[1][2]。

- 日本基督教団石巻栄光教会
- 日本基督教団石巻山城町教会
- 日本基督教団仙台北教会
- 日本基督教団仙台五橋教会
- 日本基督教団仙台ホサナ教会
- 日本基督教団仙台東一番丁教会
- 日本基督教団山形本町教会
- 日本基督教団山形六日町教会
- 日本基督教団福島教会
- 日本基督教団会津若松教会
- 日本基督教団若松栄町教会
- 日本基督教団郡山細沼教会

## 関東教区
新潟県・群馬県・栃木県・茨城県・埼玉県。関東教区事務所が管轄。
- 日本基督教団村上教会
- 日本基督教団新潟教会
- 日本基督教団東中通教会
- 日本基督教団長岡教会
- 日本基督教団安中教会
- 日本基督教団前橋教会
- 日本基督教団足利教会

## 東京教区
東京都区部・千葉県。東京教区事務所が管轄。

### 東京都区部
東京都区部（中野区・杉並区を除く）。東京教区事務所（東支区・西南支区・南支区・北支区）が管轄。
- 日本基督教団富士見町教会
- 日本基督教団三崎町教会
- 日本基督教団日本橋教会
- 日本基督教団銀座教会
- 日本基督教団下谷教会
- 日本基督教団本所緑星教会
- 日本基督教団鳥居坂教会
- 日本基督教団麻布南部坂教会
- 日本基督教団霊南坂教会
- 日本基督教団赤坂教会
- 日本基督教団頌栄教会
- 日本基督教団聖徒教会
- 日本基督教団代官山教会
- 日本基督教団中渋谷教会
- 日本基督教団聖ヶ丘教会
- 日本基督教団芝教会
- 日本基督教団高輪教会
- 日本基督教団大井町教会
- 日本基督教団行人坂教会
- 日本基督教団新栄教会
- 日本基督教団四谷新生教会
- 日本基督教団信濃町教会
- 日本基督教団早稲田教会
- 日本基督教団豊島岡教会
- 日本基督教団弓町本郷教会
- 日本基督教団本郷中央教会
- 日本基督教団根津教会
- 日本基督教団江古田教会
- 日本基督教団巣鴨教会
- 日本基督教団池袋西教会

### 千葉県
千葉県。東京教区千葉支区事務所が管轄。
- 日本基督教団千葉教会
- 日本基督教団九十九里教会
- 日本基督教団安食教会
- 日本基督教団三里塚教会

## 西東京教区
東京都区部西部（中野区・杉並区）および多摩地域。西東京教区事務所が管轄。
- 日本基督教団稲城教会

## 神奈川教区
神奈川県。神奈川教区事務所が管轄。
- 日本基督教団横浜指路教会
- 日本基督教団横浜上原教会
- 日本基督教団三・一教会
- 日本基督教団横須賀上町教会
- 日本基督教団大磯教会（日本基督教団大磯教会礼拝堂）

## 東海教区
長野県・山梨県・静岡県。東海教区事務所が管轄。
- 日本基督教団松代教会
- 日本基督教団甲府教会
- 日本基督教団市川教会
- 日本基督教団日下部教会
- 日本基督教団沼津教会
- 日本基督教団静岡教会
- 日本基督教団静岡草深教会
- 日本基督教団藤枝教会
- 日本基督教団掛川教会
- 日本基督教団浜松教会

## 中部教区
富山県・石川県・福井県・愛知県・岐阜県・三重県。中部教区事務所が管轄。
- 日本基督教団金沢長町教会
- 日本基督教団金沢教会
- 日本基督教団金沢元町教会
- 日本基督教団東中通教会
- 日本基督教団新潟教会
- 日本基督教団名古屋教会
- 日本基督教団名古屋中央教会
- 日本基督教団岡崎茨坪伝道所（おかざきばらつぼでんどうしょ） - 市民運動家として知られる地理学者の森山昭雄らが立ち上げた[3][4]。
- 日本基督教団西尾教会 - 統一教会（現・世界平和統一家庭連合）信者の脱会ならびに救出活動を長年にわたり行った杉本誠が牧師を務める[5]。
- 日本基督教団中濃教会
- 日本基督教団瀬戸永泉教会

## 京都教区
京都府・滋賀県。京都教区事務所が管轄。
教区内に「日本基督教団京都教区部落解放センター」を設置する。
- 日本基督教団今津教会（日本基督教団今津教会会堂）
- 日本基督教団彦根教会
- 日本基督教団堅田教会
- 日本基督教団水口教会
- 日本基督教団京都教会
- 日本基督教団同志社教会
- 日本基督教団平安教会
- 日本基督教団洛陽教会
- 日本基督教団チャペル福音館伝道所

## 大阪教区
大阪府・奈良県・和歌山県。大阪教区事務所事務所が管轄。
大阪府大東市に「日本基督教団部落解放センター」を置く。1981年11月8日に大阪府四條畷市に開所したものだが、京都教区とは異なり、これは大阪教区ではなく教団本部の組織である。
- 日本基督教団大阪教会
- 日本基督教団天満教会
- 日本基督教団浪花教会
- 日本基督教団東梅田教会
- 日本基督教団島之内教会
- 日本基督教団南大阪教会
- 日本基督教団大阪住吉教会
- 日本基督教団茨木春日丘教会

## 兵庫教区
兵庫県。兵庫教区事務所が管轄。
神戸市東灘区に「日本基督教団兵庫教区クリスチャンセンター」を設置し、阪神・淡路大震災を契機に同センター内に「日本基督教団兵庫教区被災者生活支援・長田センター」が置かれた。
- 日本基督教団摂津三田教会
- 日本基督教団甲東教会
- 日本基督教団神戸栄光教会
- 日本基督教団神戸平安教会
- 日本基督教団神戸多聞教会
- 日本基督教団神戸聖愛教会
- 日本基督教団神戸教会
- 日本基督教団主恩教会
- 日本基督教団三木志染教会

## 東中国教区
岡山県・鳥取県。東中国教区事務所が管轄。

### 岡山県
- 日本基督教団岡山教会
- 日本基督教団光明園家族教会 → 国立療養所邑久光明園#日本基督教団光明園家族教会を参照。
- 日本基督教団天城教会
- 日本基督教団倉敷教会（日本基督教団倉敷教会教会堂）
- 日本基督教団高梁教会（高梁基督教会堂）- 岡山県内最古の教会堂、県指定史跡。
- 日本基督教団津山教会
- 日本基督教団鳥取教会

## 四国教区
香川県・愛媛県・徳島県・高知県。四国教区事務所が管轄。
- 日本基督教団高知教会
- 日本基督教団今治教会
- 日本基督教団松山教会

## 西中国教区
広島県・山口県・島根県。西中国教区事務所が管轄。
- 日本基督教団広島流川教会

## 九州教区
福岡県・佐賀県・長崎県・熊本県・大分県・宮崎県・鹿児島県。九州教区事務所が管轄。
- 日本基督教団福岡警固教会
- 日本基督教団佐賀教会
- 日本基督教団長崎教会
- 日本基督教団長崎銀屋町教会
- 日本基督教団熊本白川教会
- 日本基督教団八代教会
- 日本基督教団大分教会
- 日本基督教団指宿教会
- 日本基督教団鹿児島教会
- 日本基督教団鹿児島加治屋町教会

## 沖縄教区
沖縄県。沖縄教区事務所が管轄。
米軍統治下の沖縄で1969年2月25日に、日本基督教団と沖縄キリスト教団が「合同」して「日本基督教団沖縄教区」となる（合同のとらえなおし問題も参照）。
- 日本基督教団コザ教会

## 関係項目
- 日本基督教団
  - 合同教会 - 合同のとらえなおし
- 日本のプロテスタント教会一覧
  - 東京都のプロテスタント教会一覧
- 日本のプロテスタント教派一覧